# ガクガクギョ
ガクガクギョ (学名:Oreosoma atlanticum) は、マトウダイ目オオメマトウダイ科に属する魚類の一種。ガクガクギョ属は本種のみから成る単型。

## 形態
全長は最大21cm。体は側扁した菱形で、体高は高く、背鰭前方は凹む。頭と目が大きく、腹部は大きく突き出る。背鰭は6 - 8棘と29 - 31軟条から、臀鰭は2 - 3棘と28 - 31軟条から成る。体は小さく剥がれやすい円鱗に覆われる。幼魚は23本の円錐状の突起が発達するが、成長と共に消失する。体色は薄い茶色または黒紫色で、不規則な斑点が入る。

## 生態
ニュージーランド、オーストラリア、南アフリカ、マダガスカル海嶺に分布。生息水深は600 - 820mだが、1500mを超える場所からの捕獲例もある。大陸斜面に生息する底魚。